# Lee Roberts
Lee Roberts (Seattle, 10 febbraio 1987) è un cestista statunitense.